# Liste de party games

La liste de party games répertorie les jeux vidéo du genre party game, classés par ordre alphabétique.
- Haut – A
- B
- C
- D
- E
- F
- G
- H
- I
- J
- K
- L
- M
- N
- O
- P
- Q
- R
- S
- T
- U
- V
- W
- X
- Y
- Z

## 0-9
- 1-2-Switch
- 101 in 1 Games
- 1001 Fun Games
- 64 de Hakken! Tamagotchi Minna de Tamagotchi World

## A
- Abraca
- Académie des rangers, L'
- Action 52
- Adibou et les Saisons magiques
- Âge de glace 4, L' : La Dérive des continents - Jeux de l'Arctique
- Animal Crossing: Amiibo Festival
- Ape Academy
- Ape Academy 2
- Ape Escape: Pumped and Primed
- Aquatic Games, The
- Arthur et les Minimoys (DS)
- Arthur et la Vengeance de Maltazard
- Astérix : Le Défi de César
- Astérix : Ils sont fous ces Romains !

## B
- Bakushow
- Barbie: Beach Vacation
- Barbie: Fashion Pack Games
- Barbie Groovy Games
- Barbie, princesse de l'Île merveilleuse
- Bébés Party
- Betty Boop's Double Shift
- Bienvenue chez les Ch'tis, le jeu
- Bishi Bashi Special
- Bob l'éponge : Silence on tourne !
- Bob le bricoleur
- Bob le bricoleur : On s'amuse comme des fous
- Bomberman Jetters: Game Collection
- Bomberman Land
- Bomberman Land Touch!
- Bomberman Land Touch! 2
- Bossu de Notre-Dame, Le
- Bratz Kidz: Pyjama Party
- Bratz: Babyz
- Bratz Ponyz
- Bratz Ponyz 2
- Buzz !
- Buzz ! Le Big Quiz
- Buzz ! Hollywood Quiz
- Buzz ! Junior : Les As du volant
- Buzz ! Junior : Les P'tits Dinos
- Buzz ! Junior : Les Petits Monstres
- Buzz ! Junior : Robots en folie
- Buzz ! Junior : Singes en délire
- Buzz ! Le Méga Quiz
- Buzz ! Le Plus Malin des Français
- Buzz ! Le Quiz du sport
- Buzz ! Le Quiz pop
- Buzz ! Quiz TV
- Buzz ! Quiz World
- Buzz ! The Schools Quiz
- Buzz ! The Ultimate Music Quiz

## C
- Cabela's Adventure Camp
- Camgoo
- Card Captor Sakura: Sakura Card de Mini-Game
- Carnival : Bouge ton corps !
- Carnival : Fête foraine
- Carnival : Fête foraine - Nouvelles Attractions
- Carnival Far West 3D
- Carnival Games
- Carnival Games Vol. II
- Carnival Island
- Cars Toon : Martin se la raconte
- Cartoon Network: Block Party
- Cerebrum
- Chaos à la maison
- Charlotte aux fraises : Les Jeux de Fraisi-Paradis
- Cheggers Party Quiz
- Chimparty
- Chubby Kings: Penguins
- Classiques, Les : Vos 100 jeux préférés
- Course à la fortune
- Cranium Kabookii
- Crash Bash
- Crash Boom Bang!

## D
- Dark Room Sex Game
- Disney Move
- Disney Princesse : Livres enchantés
- Disney Princesses : Mon royaume enchanté
- Disney's Party
- Dokapon 3-2-1
- Dokapon Journey
- Dokapon Kingdom
- Dora l'exploratrice : Joyeux Anniversaire
- Doraemon: Dokodemo Walker
- Dragon Quest and Final Fantasy in Itadaki Street Special

## E
- EA Playground
- EyeToy: Active
- EyeToy: AntiGrav
- EyeToy: Groove
- EyeToy: Monkey Mania
- EyeToy: Play
- EyeToy: Play 2
- EyeToy: Play 3
- EyeToy Play: Astro Zoo
- EyeToy Play: Hero
- EyeToy Play: PomPom Party

## F
- Family Party: 30 Great Games
- Family Party: 30 Great Games - Obstacle Arcade
- Ferme en folie, La (GBA)
- Fête en famille : 100 % Fun
- Final Fantasy Fables: Chocobo Tales
- Final Fantasy Fables: Chocobo Tales 2
- Flåklypa Grand Prix
- Fort Boyard, le jeu
- Fort Boyard (2019)
- Fous du volant, Les : Battle Party
- Franklin the Turtle
- Frantics
- Frobisher Says!
- Fuzion Frenzy
- Fuzion Frenzy 2

## G
- Game and Wario
- Game Party
- Game Party Champions
- Game Party : En action !
- Games Festival 1
- Games Festival 2
- Gang Beasts
- Garfield Show, The: Threat of the Space Lasagna
- Getter Love!! Cho Renai Party Game
- Globulos
- Globulos Party
- Go Vacation
- Guruguru Tamagotchi!

## H
- Happy Action Theater
- Hello Kitty Collection: Miracle Fashion Maker
- Hello Kitty: Happy Party Pals
- Hello Kitty Seasons

## I
- Incredible Crisis
- Intervilles
- Itadaki Street
- Iwatobi Penguin: Rocky × Hopper
- Iwatobi Penguin: Rocky × Hopper 2 - Tantei Monogatari

## J
- Jackass: The Game
- Jackbox Party Pack, The
- Job Island
- Johnny Bravo: Date-o-Rama!
- Jumanji
- Jumanji: A Jungle Adventure Game Pack

## K
- Kazook
- Kelly Club: Clubhouse Fun
- Kid Paddle
- Kinect Adventures
- Kinect: Disneyland Adventures
- Kingyo Chūihō! Tobidase Game Gakuen
- Kira to Kaiketsu! 64 Tanteidan
- Kirby Battle Royale
- Koh-Lanta
- Kookabonga
- Kung Fu Chaos

## L
- Lalaloopsy: Sew Magical! Sew Cute!
- Lapins Crétins 3D, The
- Lapins Crétins, The : Retour vers le passé
- Lapins Crétins Land, The
- Lapins Crétins partent en live, The
- Let's Tap
- Little Deviants
- Littlest Pet Shop Friends
- Littlest Pet Shop Friends : À la campagne
- Littlest Pet Shop Friends : À la plage
- Littlest Pet Shop Friends : En ville
- Littlest Pet Shop Hiver
- Littlest Pet Shop Jardin
- Littlest Pet Shop Jungle
- Lucky Luke : Les Dalton
- Lucky Luke : Tous à l'Ouest

## M
- M&M's Blast!
- Manège enchanté, Le
- Mario et Sonic aux Jeux olympiques
- Mario et Sonic aux Jeux olympiques d'hiver
- Mario et Sonic aux Jeux olympiques d'hiver de Sotchi 2014
- Mario et Sonic aux Jeux olympiques de Londres 2012
- Mario Party
- Mario Party 10
- Mario Party 2
- Mario Party 3
- Mario Party 4
- Mario Party 5
- Mario Party 6
- Mario Party 7
- Mario Party 8
- Mario Party 9
- Mario Party Advance
- Mario Party DS
- Mario Party: Island Tour
- Mario Party: Star Rush
- Mario Party: The Top 100
- Marvel Super Heroes 3D: Grandmaster's Challenge
- Mermaid Melody Pichi Pichi Pitch: Pichi Pichi Party
- Midnight Play! Pack
- Le Mondial des records, le jeu vidéo officiel
- My Street
- MySims Party
- Mario Party superstar

## N
- Napoleon Dynamite: The Game
- Nintendo Land
- Ninja Reflex

## P
- Pac-Man Fever
- Pac-Man Party
- Pac-Man Party 3D
- Party Carnival
- Party Girls
- Petit Monde de Charlotte, Le
- Petits flirts entre amis
- Pinky Monkey Town
- Polly Pocket! Super Splash Island

## Q
- Qui es-tu ?
- Quiz Party

## R
- Rayman contre les lapins crétins
- Rayman contre les lapins encore plus crétins
- Rayman M
- Rayman Prod' présente : The Lapins Crétins Show
- Razmoket, Les : 100% Angelic
- Razmoket, Les : À moi la fiesta
- Razmoket, Les : La Chasse aux trésors
- Rio
- Robot Rascals
- Runbow

## S
- Samantha Oups ! Le Jeu
- Scene It?
- Scene It? Box Office
- Scene It? Lumières ! Action !
- Scene It? Movie Night
- Schtroumpfs, Les
- Sega Superstars
- Shaun le mouton
- Shrek : La Fête foraine en délire
- Shrek: Super Party
- Singes en délire
- Sonic Shuffle
- South Park: Chef's Luv Shack
- Spaceteam
- Sports Challenge : Défi Sports
- Sportsfriends
- Start the Party!
- Start the Party! Save the World
- Strawberry Shortcake: Amazing Cookie Party
- Sukeban Shachō Rena Wii
- Super Farm
- Super Mario Party
- Super Monkey Ball
- Super Monkey Ball 2
- Super Monkey Ball Adventure
- Super Monkey Ball Deluxe
- Super Monkey Ball: Banana Blitz
- Super Monkey Ball: Step and Roll
- Super Monkey Ball Touch and Roll
- Super Prof : La Classe en folie
- super Ramelet Party

Super Ramelt Party 2

## T
- Tamagotchi Connexion: Corner Shop
- Tamagotchi Connexion: Corner Shop 2
- Tamagotchi no Puchi Puchi Omisechi: Ninki no Omise Atsume Maseta
- Tamagotchi Party On!
- Tap the Frog
- Tap the Frog 2
- Titeuf
- Titeuf, le film
- Titeuf : Méga-Compet'
- Titeuf Mega Party
- Titeuf : Mission Nadia
- Titeuf et Nadia Mégafunland
- Titi et les Bijoux magiques
- Total Dérapage : Prêts pour le grand frisson ?
- Totally Spies! Totally Party
- Toy Story Mania!
- TV Show King
- TV Superstars
- Twilight Scene It?

## U
- Use Your Words

## V
- Viva Piñata: Party Animals

## W
- WarioWare Gold
- WarioWare, Inc. : Mega Mini-Jeux
- WarioWare: Smooth Moves
- WarioWare: Snapped!
- WarioWare: Touched!
- WarioWare: Twisted!
- Whacked!
- Wii Party
- Wii Party U
- Wii Play
- Wii Play: Motion
- Winnie l'ourson : C'est la récré !
- Wonder World Amusement Park

## X
Pas d'entrée.

## Y
- You Don't Know Jack
- You're in the Movies

## Z
Pas d'entrée.